# Courtelary
Courtelary est une commune suisse du canton de Berne, située dans l'arrondissement administratif du Jura bernois. Elle abrite la Préfecture du Jura bernois.

## Géographie
Courtelary se trouve à 14 km à vol d’oiseau de Bienne, dans la partie médiane du Vallon de Saint-Imier, le long du cours de la Suze.
Le point culminant du territoire communal est à 1 263 m sur la Montagne du Droit et à 1 540 m sur les hauteurs de la chaîne de Chasseral.
Le territoire communal est occupé à raison de 5 % par l’habitat, 43 % par la forêt, 51 % par les zones agricoles et 1 % de sol improductif.

## Histoire

Photo aérienne (1950)

La première mention écrite de Courtelary remonte à 962, avec le nom de Curtis Alerici. Par la suite apparurent d’autres toponymes : Curte Alesi (1175) et Cortaleri (1178). Le nom du lieu provient vraisemblablement de la cour d'un Bourguignon du nom d’Alaric. Courtelary appartenait alors à l’Abbaye de Moutier-Grandval, mais le chapitre de Saint-Imier possédait également des biens sur le territoire de Courtelary.
Le village appartenait à l'Évêché de Bâle, mais l'influence de Bienne se fit de plus en plus sentir. En 1530, les Biennois introduisirent la réforme dans le vallon de Saint-Imier, contre la volonté des habitants. Les Biennois affermèrent le château à la ville de Soleure. En 1604, une cour de justice est installée à Courtelary. En 1606, le village devient le siège des baillis d’Erguël.
Après que les troupes françaises eurent envahi l’évêché de Bâle en 1792, une assemblée législative du Pays d'Erguël se réunit sans succès à Courtelary dans le but de créer une république indépendante. De 1797 à 1815, Courtelary appartint à la France et fut le chef-lieu d'un canton du département du Mont-Terrible, puis, à partir de 1800, du département du Haut-Rhin, auquel le Mont-Terrible fut rattaché. Par décision du congrès de Vienne, l’Erguël fut rattaché au canton de Berne en 1815 et devint une préfecture en 1831.

## Patrimoine bâti

### L’église
L'église d’origine romane a été érigée au 10e ou 11e siècle sur les ruines d’un sanctuaire païen. Elle a été agrandie à plusieurs reprises et restaurée entre 1933 et 1936. Le beffroi présente les caractéristiques des clochers bernois. La halle, asymétrique, abrite des fresques datant environ de 1400 et de 1642. Les plus connues représentent l’Adoration des mages et le moine Imier terrassant le Griffon.

### L’école
Le collège a été construit en 1908 par le bureau d’architectes Renck et Wuilleumier à Tavannes. Il s’agit d’un bâtiment Heimatstil à silhouette vivante avec éléments d’influence art-nouveau. Il a illustré la lettre y dans le premier livre de lecture des écoliers du Jura bernois. Il héberge les classes du Syndicat scolaire CoViCour, qui regroupe les villages de Courtelary, Cormoret et Villeret.

### La Préfecture
En 1606, Pétremand de Gléresse érige un château à Courtelary pour son usage privé. Ce bâtiment loge les baillis de la seigneurie d’Erguël, représentants du prince-évêque, durant plus de deux siècles. Lors des Troubles de Courtelary, en 1733, l’un d’eux, Benoît-Aimé Mestrezat s’enfuit par une fenêtre pour se réfugier à la cour de Porrentruy. En 1831, avec la nouvelle Constitution cantonale, le château devient le siège de la préfecture du district de Courtelary. Au fil des ans, la bâtisse abrite non seulement le pouvoir administratif, mais aussi le pouvoir judiciaire, le conservateur du Registre foncier, le préposé à l’Office des poursuites et faillites, la Caisse de l’État et l’Office des forêts du district.
L’édifice fait l’objet de transformations successives, en 1890, 1934, 1939, 1967 et 1981. En 1984, les alentours sont aménagés en jardin à la française. En 1978, un attentat à l’explosif provoque d’importants dégâts.
Au 1er janvier 2010, à l’issue de la réorganisation administrative du canton de Berne, le Jura bernois ne compte plus qu’une seule préfecture au lieu de trois. Celle-ci s’installe à Courtelary.

## Club Athlétique Courtelary (CAC)
Créé en 1971, le Club athlétique Courtelary (CAC) a formé des centaines de jeunes filles et de jeunes gens à la course, aux sauts ou aux lancers. De ses rangs sont issus trois athlètes de niveau international : Martine Oppliger, Raphaël Monachon et Fabian Niederhäuser.
Avant même la création du club, les fondateurs mettent sur pied, le 30 octobre 1970, un premier cross réunissant 377 participants. Entre 1971 et 1978, Werner Dössegger et Albrecht Moser l’inscrivent à plusieurs reprises à leur palmarès. Cette épreuve prend le nom des Dix bornes de Courtelary en 1986. Elle compte pour le Trophée jurassien. La dernière édition se déroule en 2022. Elle est remplacée par le Trophée de la Suze, une joute aux ambitions plus modestes.

## Centre éducatif et pédagogique de Courtelary (CEPC)
Le CEPC a évolué depuis sa création en 1862 par l’Association des Oeuvres d'utilité publique du district sous le nom d’Orphelinat de Courtelary. Il a pris par la suite le nom de home d’enfants. Son rôle s’est adapté aux besoins contemporains. Il accueille aujourd’hui une cinquantaine d’enfants et adolescents provenant souvent de milieux en crise ou de la migration. Depuis 2021, il propose également un accueil d'urgence pour offrir des solutions temporaires.

## Transports
- Sur la ligne Bienne – La Chaux-de-Fonds ; durant 17 ans, la Flèche du Jura relie les Montagnes neuchâteloises au reste de la Suisse en passant par Courtelary.
- Aérodrome de Courtelary

## Économie
En 2018, 21 exploitations sont répertoriées dans le secteur primaire, 24 établissements dans le secteur secondaire et 63 dans le secteur tertiaire.

### Secteur primaire
Même si le nombre d’exploitations a diminué, l’agriculture demeure très présente avec l’élevage et la production laitière. Cette dernière est essentiellement destinée à la fabrication de la Tête de moine. Les surfaces agricoles représentent 51,6 % du territoire communal.

### Secteur secondaire
A l’époque préindustrielle, les premières activités économiques apparaissent le long du cours de la Suze avec la construction de moulins (meunerie, scierie, tannerie, etc). Des frères et sœurs Jeanguenin sont actifs dans l’horlogerie au XVIIIe siècle. L’industrialisation commence avec la création de véritables ateliers à la fin du XIXe siècle (Paul Balmer Calame et Henri Louis Hubert).
Une fabrique de pâte à papier voit le jour en 1896. Elle perdure jusqu’aux années 1930, où ses locaux sont repris par la fabrique de chocolat Camille Bloch. Avec ses produits connus sous le nom de Ragusa et Torino, celle-ci se développe et ouvre un Centre d’accueil pour les visiteurs en 2017.
Dans la branche mécanique, l’entreprise Langel (1907), spécialisée dans la fabrication d’étampes et de blocs à colonnes, se maintient jusqu’en 1998 (possibilité de visiter l’usine maintenue en l’état).
En 1946, Georges Monbaron et Jean Wittwer créent Monwitt, une petite firme active initialement dans la fabrication de pièces pour les machines à coudre, les boîtes à musique et l’armement. Elle est dirigée aujourd’hui par la troisième génération de la famille Monbaron et a diversifié sa production. En 1946, Frédéric et Roger Racle fondent une fabrique de fraises dentaires et déposent la marque Radex. Elle ferme ses portes en 1999.
A partir de la fin des années 1980, la construction du centre artisanal et industriel Cicour, encouragée par la Promotion économique du canton de Berne, offre des locaux à des PME, dont certaines ne font qu’un bref passage. D’autres, comme Vaucher Outillage Horloger (VOH) et Schmid Machines (sérigraphie, tampographie) y occupent toujours des espaces.
Quelques sociétés artisanales (sanitaire, chauffage, maçonnerie, charpenterie, menuiserie) oeuvrent dans le domaine de la construction.

### Secteur tertiaire
La Caisse d’épargne du district de Courtelary (CEC) date de 1829. Elle a rejoint le groupe Clientis en 2003. Quant à l’Imprimerie Bechtel, fondée en 1914 par Henri Strahm, elle publie immuablement la Feuille d’Avis du district de Courtelary, dont le 1er numéro a paru le 7 décembre 1923.

## Manifestations
Chaque année en avril a lieu le Country Music festival de Courtelary. En octobre se déroulent les "Dix Bornes de Courtelary", un cross organisé par le club athlétique local.

## Personnalités
- Léo Albisetti, musicien[45], premier prix ex aequo du 78e Concours de composition de Genève[46].
- Edgar Primault - pilote et président de la Chambre suisse de l'horlogerie.
- Paul Miche - compositeur suisse
- Eugenio Santoro - sculpteur suisse d'origine italienne, représentant important de l'art brut.
- Fritz Scheidegger[47], pilote de side-car, double champion du monde[48].

## Curiosité naturelle
Le Creux-de-Glace est une doline dans laquelle la neige persiste durant toute l'année.